# Courvoisier (cognac)

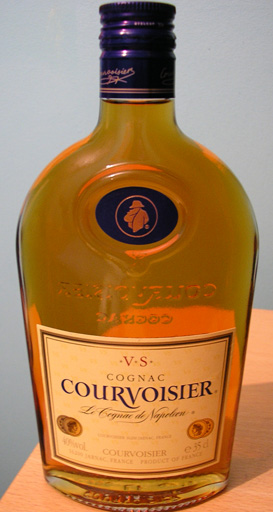
Una botella de Courvoisier VS cognac.

Courvoisier (pronunciación francesa: [kuʁvwɑzje]) es una marca de coñac. La compañía se basa ahora en la ciudad de Jarnac, en el departamento de Charente, Francia. 

## Historia
Aunque no existe evidencia de que el coñac Courvoisier fuese la bebida favorita de Napoleón Bonaparte, quien murió en 1821, antes de Courvoisier fue establecido oficialmente por Felix Courvoisier en 1835, el sitio web de la empresa alega lo siguiente:
el origen de nuestra historia se remonta a los comienzos del siglo XIX con Emmanuel Courvoisier y su socio, Louis Gallois, corre el vino y el espítritu de la empresa mercantil, en el suburbio parisino de Bercy. En 1811 Napoleón visitó sus almacenes en Bercy y fue alojado por Louis Gallois, el alcalde, y Emmanuel Courvoisier. La leyenda cuenta que Napoleón I más tarde tomó varios barriles de coñac con él a Santa Helena, un regalo muy apreciado para los oficiales ingleses en el barco quienes lo nombraron “el coñac de Napoleón”.
Aunque eclipsado por el dominio del coñac rival Hennessy dentro de la cultura popular, la canción “Pasa la Courvoisier” por prominentes artistas de rap Busta Rhymes y P. Diddy cementó la posición del coñac como un símbolo de estatus dentro de la comunidad hip-hop.